# Weißfilziger Alpendost
Der Weißfilzige Alpendost (Adenostyles leucophylla) ist eine Pflanzenart aus der Gattung Alpendost (Adenostyles) in der Familie der Korbblütler (Asteraceae).

## Beschreibung

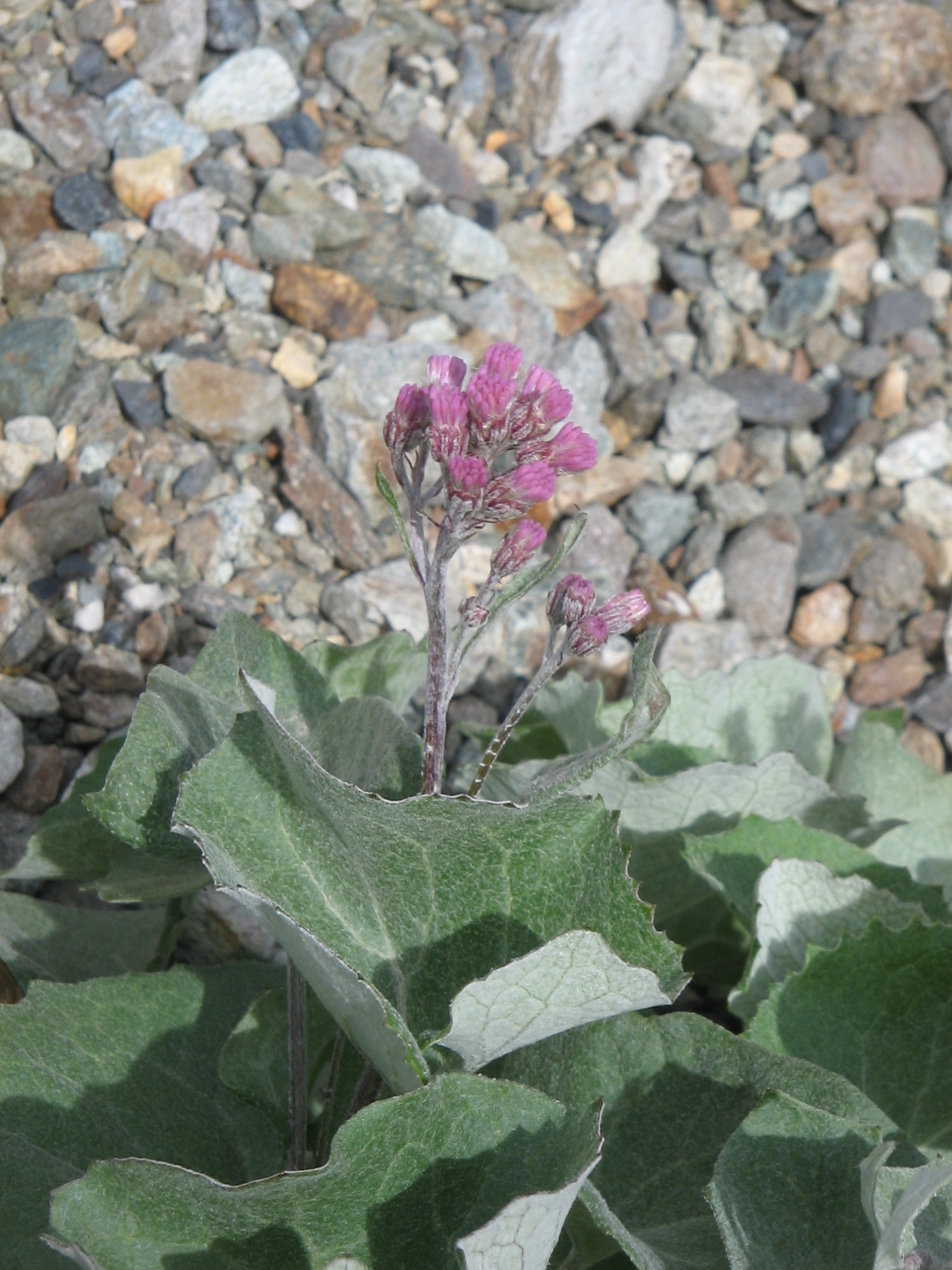
Weißfilziger Alpendost (Adenostyles leucophylla)

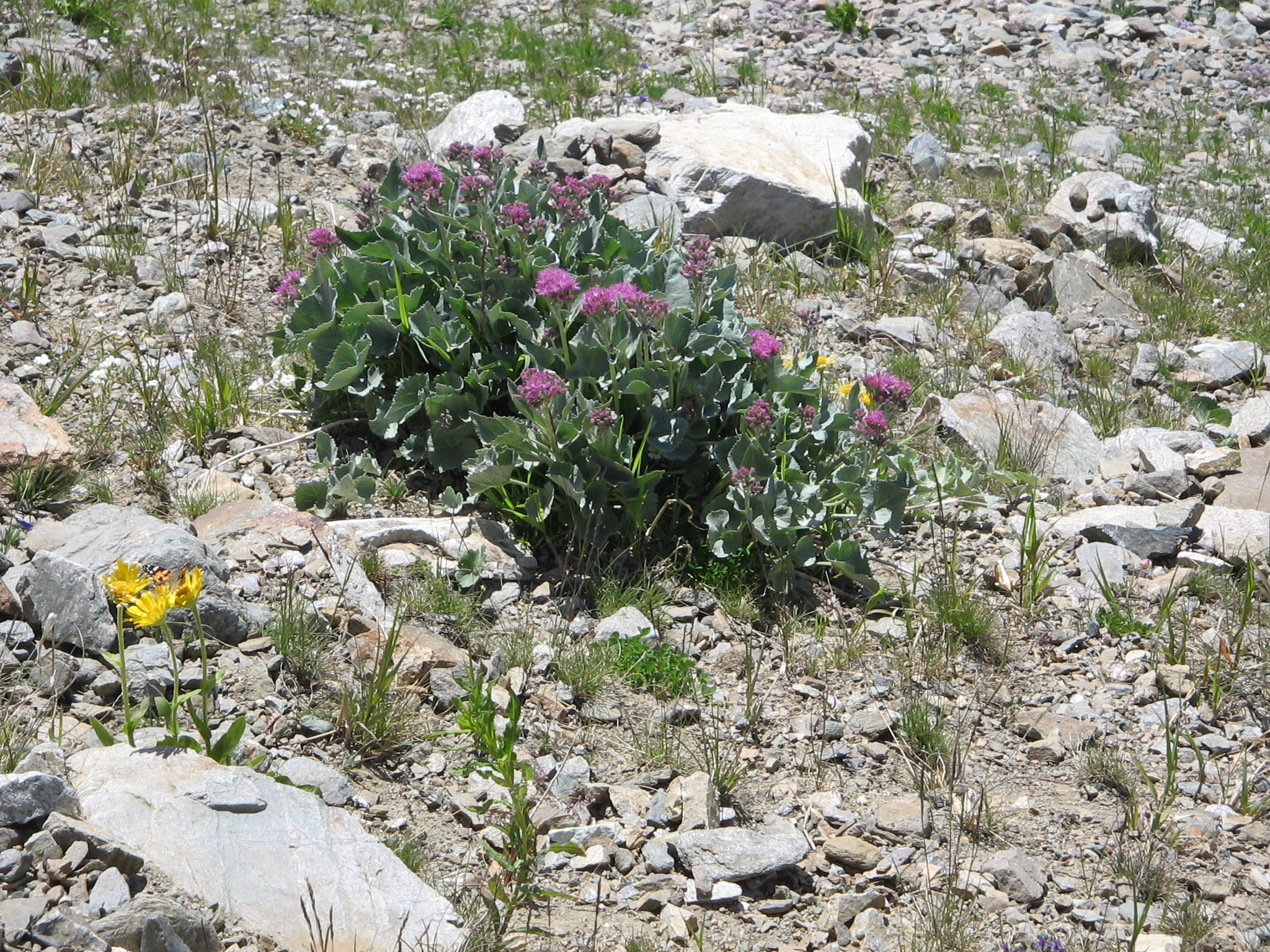
Weißfilziger Alpendost (Adenostyles leucophylla) im Habitat

### Vegetative Merkmale
Der Weißfilzige Alpendost ist eine ausdauernde krautige Pflanze, die Wuchshöhen von 10 bis 40 (selten bis 50) Zentimetern erreicht. Der Wurzelstock ist knotig. Der Stängel ist aufrecht, rundlich und filzig behaart. Zum Teil ist die Behaarung abwischbar.
Die Laubblätter sind in Blattstiel und Blattspreite gegliedert. Die obersten Laubblätter sind oft mit kleinen Öhrchen stängelumfassend. Die einfachen Blattspreiten sind herz- bis nierenförmig oder fast dreieckig. Die Blattspreiten sind kahl oder locker behaart, ihre Unterseite ist dicht-filzig; auch hier ist die Behaarung teilweise abwischbar. Der Blattrand ist regelmäßig gezähnt, die Zähne sind ebenso lang wie breit.

### Generative Merkmale
Die körbchenförmigen Blütenständen sind in gedrungenen doldentraubigen Gesamtblütenständen angeordnet. Es sind sechs bis zehn Hüllblätter vorhanden. Die 4 bis 5 Millimeter langen Hüllblätter sind weiß filzig behaart, stumpf und oft purpurfarben überlaufen. Jedes Blütenkörbchen enthalten 12 bis 24 Blüten. Die Blüten haben ein intensiveres Rot als die anderer Alpendost-Arten.
Die Blütezeit reicht von Juli bis August.
Die Achänen sind 3 bis 5 Millimeter lang. Der Pappus ist 5 bis 7 Millimeter lang.
Die Chromosomenzahl beträgt 2n = 38.

## Vorkommen
Der Weißfilzige Alpendost kommt in den Westalpen und von den Seealpen bis zu den Rätischen Alpen vor, also in Frankreich, der Schweiz und Italien. In Österreich kommt er nur in den Ötztaler und Stubaier Alpen vor. Er wächst auf steinigen, kalkarmen bis schwach sauren Böden auf Felsschutt in Höhenlagen von 1900 bis 2300 Metern. Der Weißfilzige Alpendost ist selten, in Deutschland fehlt er.
Die ökologischen Zeigerwerte nach Landolt & al. 2010 sind in der Schweiz: Feuchtezahl F = 4 (sehr feucht), Lichtzahl L = 5 (sehr hell), Reaktionszahl R = 2 (sauer), Temperaturzahl T = 1 (alpin und nival), Nährstoffzahl N = 2 (nährstoffarm), Kontinentalitätszahl K = 3 (subozeanisch bis subkontinental).